# Výrov (hrad, okres Česká Lípa)
Výrov (též Vejrov) je zaniklý skalní hrad, který stával poblíž ve středověku zaniklé obce Výrov (Vejrov, z německého Wether Wald) na skále nad pravým břehem řeky Svitavka mezi obcemi Svitava a Velenice.

## Historie
Hrad patří mezi objekty, o kterých máme velmi málo informací. Vznikl pravděpodobně na přelomu 13. a 14. století. Další osudy hradu nejsou známy. Neznáme ani jeho původní jméno, ačkoliv je možné, že jméno Výrov (či Vejrov) bylo na obec (připomínanou roku 1554) a les přeneseno právě ze jména hradu. Zdejší kraj patříval rodině pánů ze Smojna, kterou nechvalně proslul loupeživý rytíř Mikeš Pancíř ze Smojna. Jemu patřila i nedaleká velenická tvrz, která stála asi o jeden kilometr jižněji) a na severu skalní hrad Sloup v Čechách. Po roce 1440 mu byly hrady lužickým vojskem v odvetu za jeho loupeživou činnost zapáleny.
Lokalitě se říkalo také Schlossberg – Zámecký vrch. Na mapách je les a rozsáhlá výšina nad hrádkem pojmenována Výrov, s nejvyšším vrcholem Spálenisko 383 m n. m.
V pozdější době byla na úpatí skály vytesána řada místností, které narušily skálu a tím způsobily nenávratné zničení části hradu. Ves je poprvé připomínána roku 1554 a je to také jediná zmínka o ní. Odborná veřejnost hrad objevila až v roce 1986.

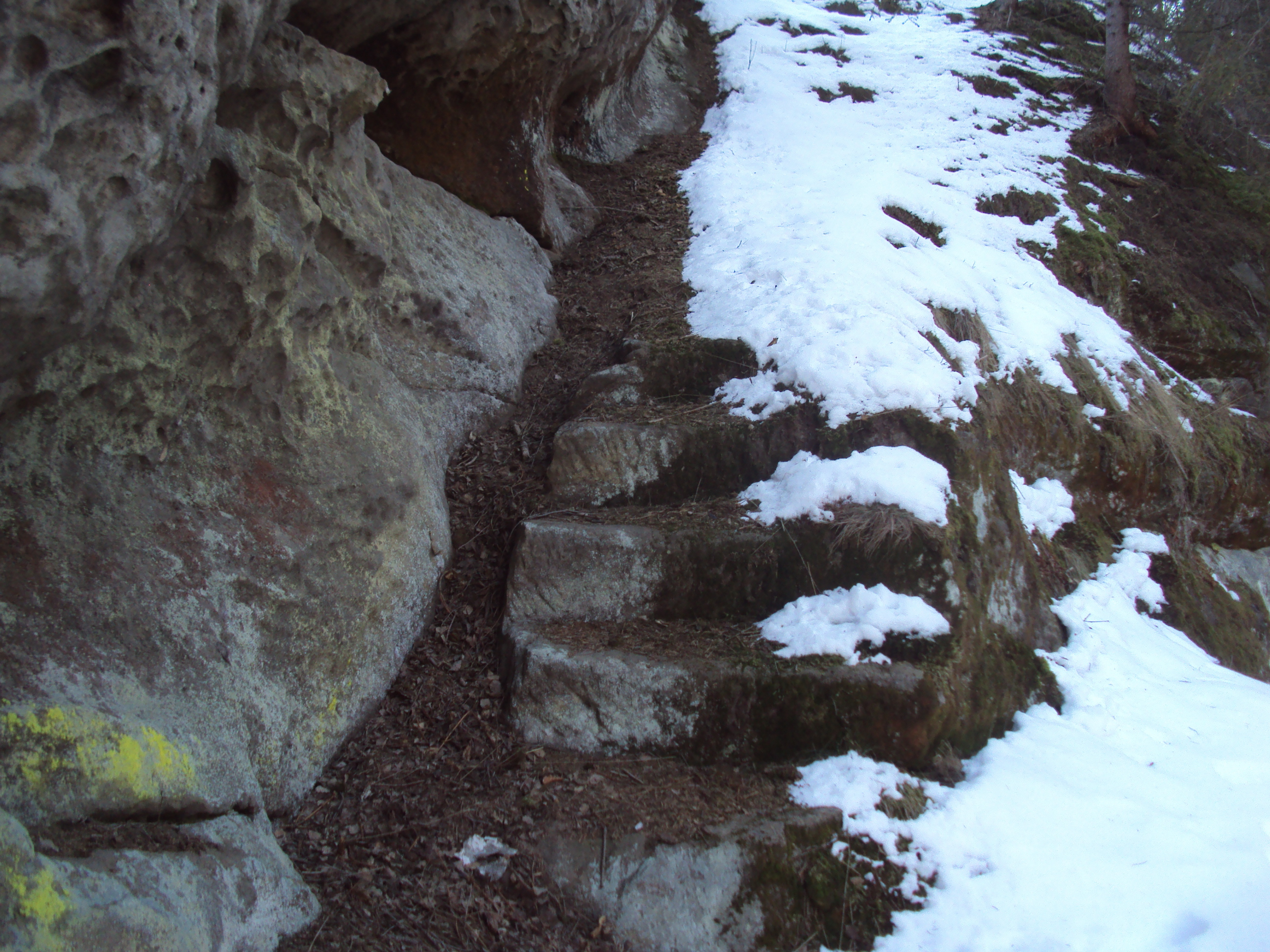
Kamenné schody k vrcholu Vejrova

## Podoba
Hrad byl vystavěn na ostrožně pískovcové skály, od jejíhož zbytku byl na jihu a západě oddělen šíjovým příkopem, jenž byl lemován opevněním, jehož drobné zbytky ve formě valu jsou stále vidět. Ze zástavby se dochovala pouze prohlubeň po budově či věži. Okraj skály je zde vysoko nad údolím vytvořeném Svitavkou.
Pod pozůstatky hradu se nacházejí jeskyně Medvědí camp.

## Přístupnost
K pozůstatkům hradu žádná značená cesta nevede. Kopec, kde stával, je nad říčkou Svitavkou a cestě po jejím pravém břehu, v dohledu (asi 250 metrů) někdejší staré brusírně (zvané i zrcadlárna) na břehu levém. Kolem brusírny vede silnice od Svitavy přes Velenice do Zákup, po níž je vedena cyklotrasa 3055. Nad skalami je řada lesních cest od Velenic. Vzdušnou čarou se Výrov nalézá zhruba 100 metrů od Svitavky v nadmořské výšce 300 m n. m. Obec Velenice je 2 km daleko po proudu. .
Celý skalní hřbet se nachází na pomezí katastrálních území Velenice u Zákup a Svitava. Geomorfologicky patří do Cvikovské pahorkatiny.

## Fotogalerie

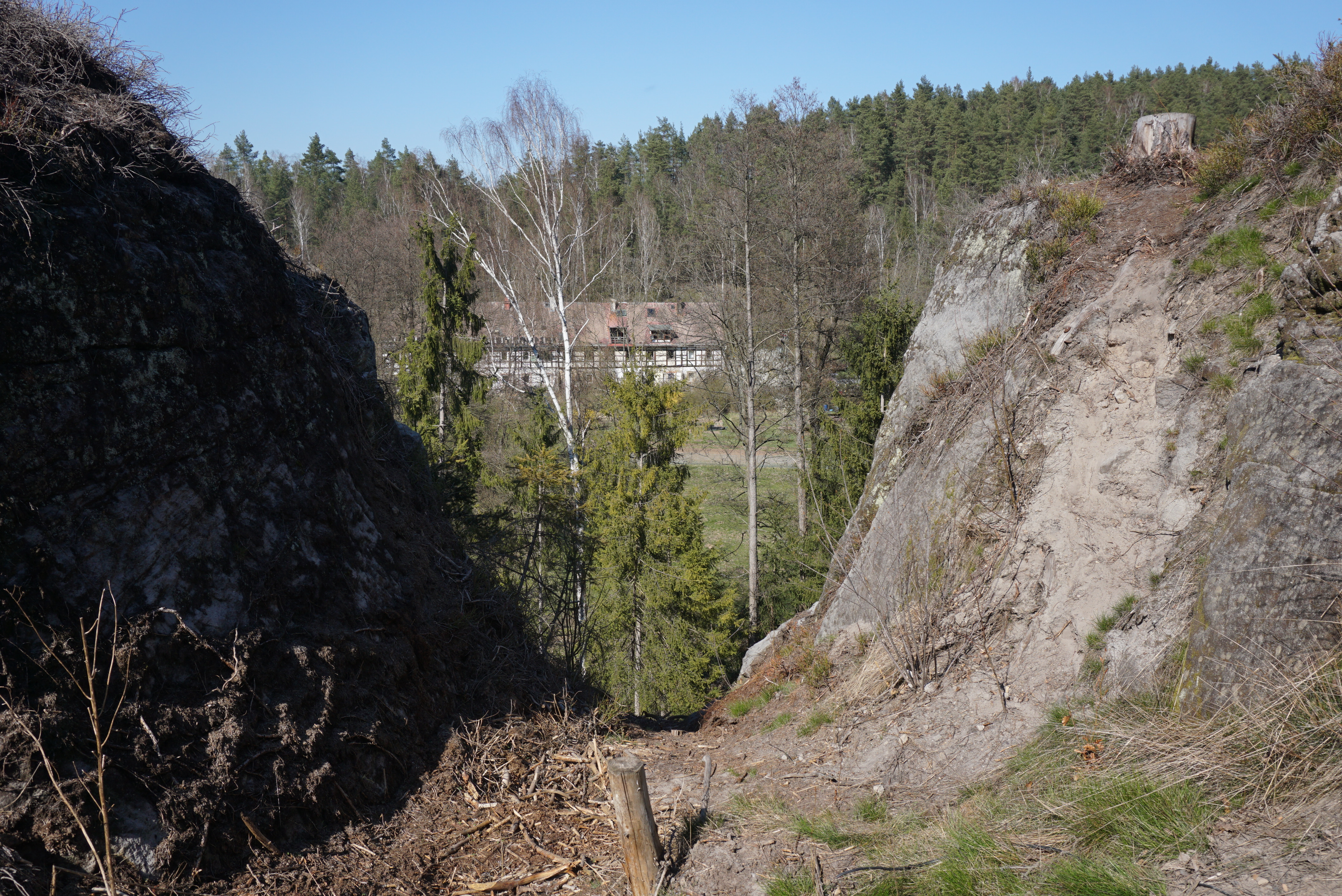
Příkop
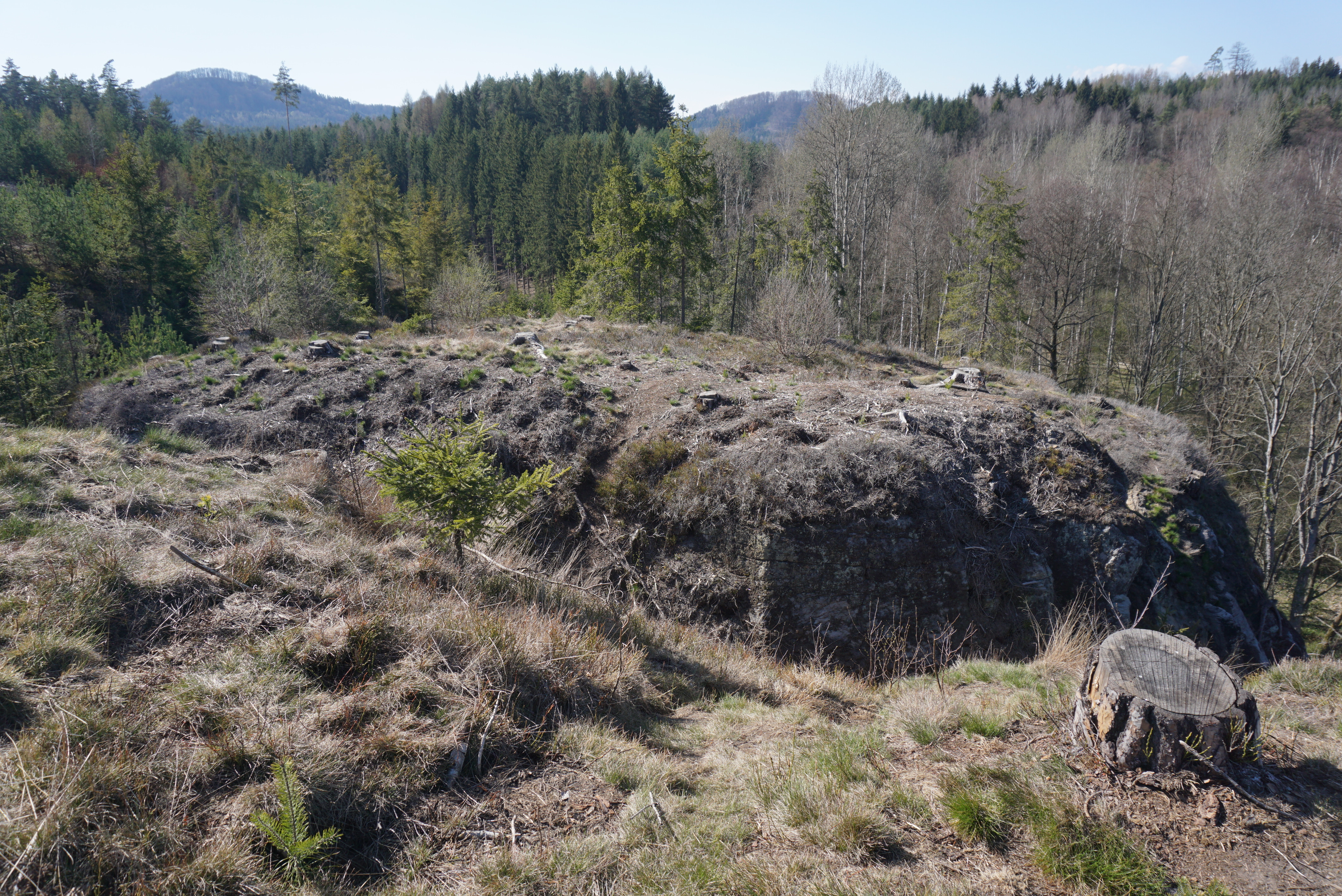
Plošina s pozůstatky hradu
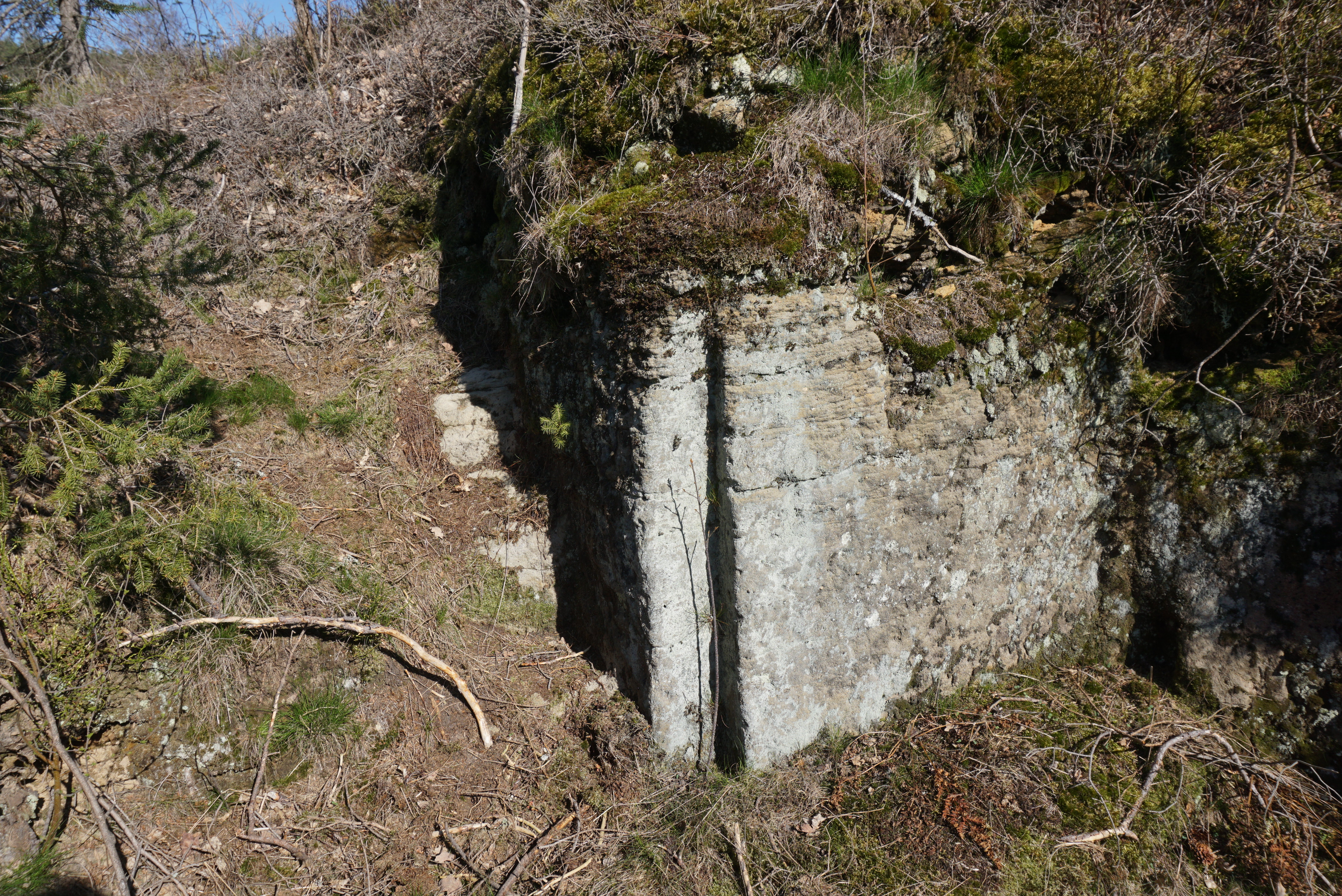
Podvalí s vytesanými schody a dveřmi
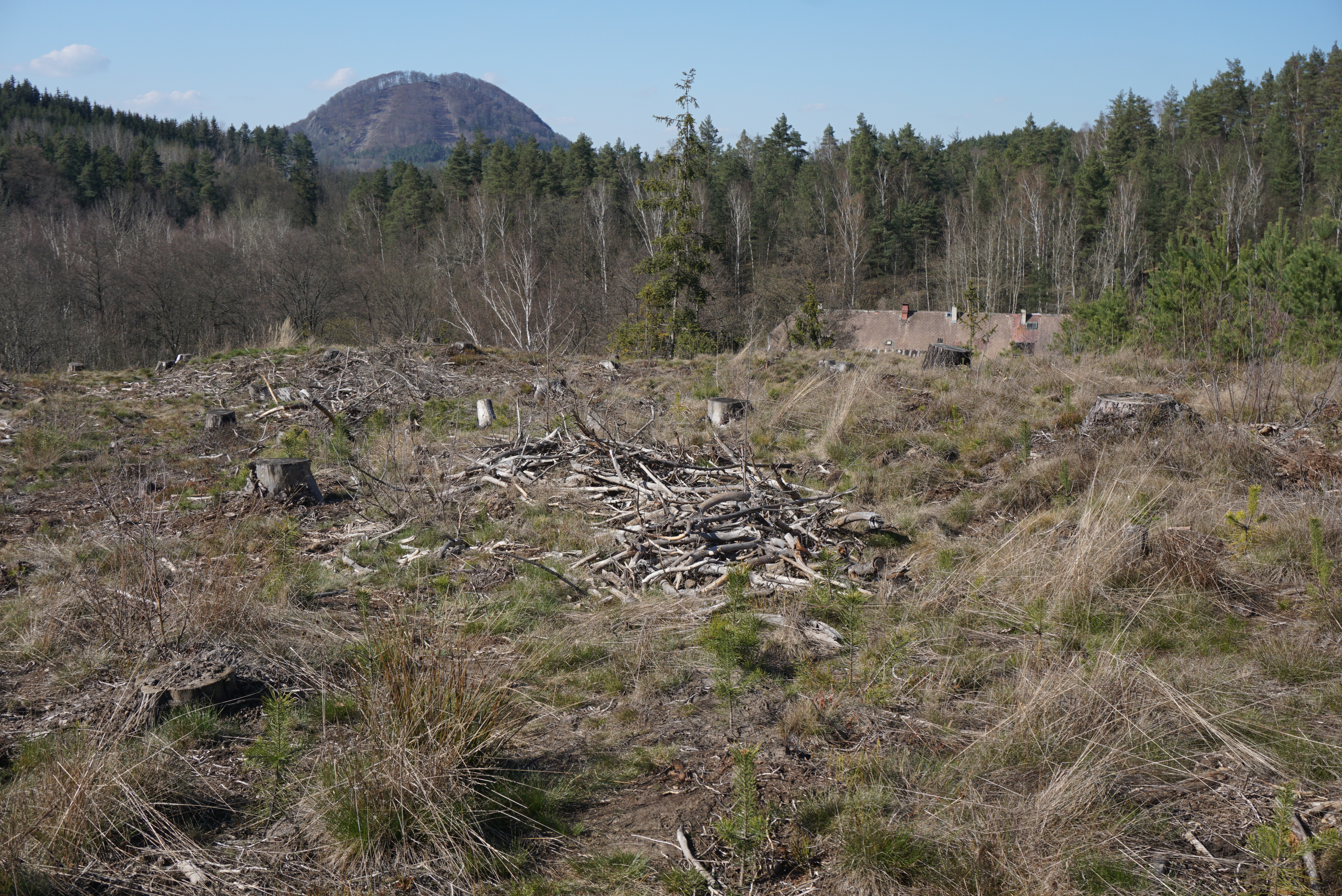
Prostor zaniklé vsi Vejrov v předhradí